# Frøs Herred
Frøs Herred hørte i middelalderen til Barvid Syssel. Senere kom herredet under Haderslev Amt. I begyndelsen af 1800-tallet havde Frøs og Kalvslund Herreder fælles herredsfoged. I 1853 blev de adelige godser Gram og Nybøl fra 2. angelske godsdistrikt lagt ind under herredet. Efter 1864 blev herredet endeligt forenet med den østlige del af Kalvslund Herred, mens den vestlige del af dette herred blev lagt under Ribe Herred og Ribe Amt.
Herredet har lagt navn til Frøs Herreds Sparekasse, efterfølgende den i 1872 oprettede Kalvslund og Frøs Herreders Sparekasse.
I herredet ligger følgende sogne:
- Fole Sogn – (Haderslev Kommune)
- Gram Sogn – (Haderslev Kommune)
- Hjerting Sogn – (Vejen Kommune)
- Lintrup Sogn – (Vejen Kommune)
- Rødding Sogn – (Vejen Kommune)
- Skodborg Sogn – (Vejen Kommune)
- Skrave Sogn – (Vejen Kommune)
- Sønder Hygum Sogn – (Vejen Kommune)
- Øster Lindet Sogn – (Vejen Kommune)